# NGC 1868
NGC 1868 ist ein mitgliederreicher Sternhaufen in der großen Magellanschen Wolke, etwa 6° von deren Zentrum entfernt, im Sternbild Dorado. Das Objekt wurde am 30. November 1834 von John Herschel entdeckt.